# Холодні ключі
Холо́дні Ключі́ — гідрологічна пам'ятка природи місцевого значення в Україні. Об'єкт розташований на території Кропивницького району Кіровоградської області, село Калинівка. 
Площа — 5 га, статус отриманий у 1971 році.